# Euryproctus longicornis
Euryproctus longicornis är en stekelart som först beskrevs av Léon Abel Provancher 1874.  Euryproctus longicornis ingår i släktet Euryproctus och familjen brokparasitsteklar. Inga underarter finns listade i Catalogue of Life.